# تبقع عين الطاووس
مرض تبقع عين الطاووس أو عين الطائر Peacock eye spot هو مرض مختص بأشجار الزيتون حيث تصاب الأوراق والثمار بتبقعات داكنة اللون غير محددة الحواف عادة خلال شهري آذار ونيسان، وهو معروف لدى أغلب بلدان العالم المهتمة بزراعة الزيتون، حيث يتركز انتشاره في بلدان جنوب أوروبا وشمال أفريقيا وشرق البحر الأبيض المتوسط. وقد عرف وسجل المرض منذ عام 1845 ميلادية، وتجمع المراجع على أن المسبب طفيلي فطري يصيب أشجار الزيتون؛ حيث تظهر أعراض الإصابة به على المجموع الخضري وبوضوح على الأوراق.

## خطورة المرض
1. التساقط الكبير للأوراق المصابة وتعري الأشجار منها جزئياً أو كلياً والذي يصل مداه خلال أشهر الشتاء والربيع.
2. نتيجة للفقد الكبير في الأوراق فإن الأشجار تفقد قدرتها على تكوين البراعم الزهرية عادة وتنهمك في تكوين البراعم الخضرية لتعويض مافقدته من مجموعها الخضري. وإذا ما تكررت الإصابة بنفس وتيرتها السابقة مع تردي الخدمات الزراعية فإن الأشجار تسيطر عليها حالة الضعف العام وتظهر عليها الأغصان الجافة بشكل مضطرد وتصبح الأشجار عديمة القيمة الاقتصادية وعرضة لمهاجمة الحشرات ناخرات الخشب.[2]

## مسبب المرض
يتسبب المرض عن الفطر الناقص Piloceae oleagina = cycloconium oleaginum الذي ينتمي للعائلة Dematiaceae من الرتبة Moniliales التابع لصف الفطريات الناقصة Deuteromycetes من الفطريات الحقيقية التابعة للمملكة النباتية.
ويتميز هذا الفطر بأنه حتى الآن لم يعرف إلا في طوره اللاجنسي وهو الكونيدي، حيث يعطي فقط جراثيم كونيدية Conidiospores بينة اللون وحيدة الخلية وغالباً ثنائية الخلايا وتنشأ من وعلى حوامل كونيدية قصيرة Conidiophores في حلقة متقاربة والتي يتميز بها شبه الجنس أما ميسليوم الفطر فهو عقيم ومقسم ويتكشف تحت أدمة العائل النباتي على هيئة وسادة أو كويمة مفككة غير جيدة التماسك ومنها تتكون الحوامل الكونيدية القائمة والقصيرة وعلى طرفها الحر تتكون الجراثيم الكونيدية. والتي بدورها عند النضج تدفع بعيداً عن حاملها ثم يبرز طرف الحامل للخارج ليكون جرثومة جديدة تدفع بعيداً بدورها. وعلى ذلك فإن الطرف الحر للحامل الكونيدي يتميز بوجود حلقات متتالية Annulate tip وفي العادة فإن البقع الناجمة عن نمو الفطر على الأوراق تظهر في صورة حلقات محددة الحواف ومتداخلة مع بعضها يتركز ميسليوم الفطر العقيم في محيط خارج الحلقة وإلى الداخل الحوامل الكونيدية والتي تتولد منها الجراثيم الكونيدية المحيطة بمركز البقعة. وتتخذ هذه الجراثيم أشكالاً متعددة فمنها البيضاوي وغالباً كمثرية أو لهبية الشكل.
دراسة المرض في البيئة الزراعية لشجرة الزيتون:
من خلال المعادلة التالية يمكن معرفة كيف، ومتى وأين ولماذا يحدث المرض:
```
نبات قابل للإصابة (عائل)+ كائن حي ممرض (طفيلي)+ ظروف وعوامل مساعدة = المرض
```

### شجرة الزيتون كعائل ومدى قابليتها للإصابة
لقد اتضح من خلال المشاهدات الحقلية أن كل الأصناف والتي انحصرت في مواقع ظهور المرض قابلة للإصابة ولكن بدرجات متفاوتة في نسبة الإصابة وشدتها، ولقد أظهر كل من الصنف صفراوي وخضيري قابلية للإصابة بدرجة كبيرة في حين أن بعض الأصناف الشحمية مثل الدرملالي أو مايسمى بالدعبلي فقد أبدت أشجاره المتناثرة والمتفرقة قوة احتمال وتحمل لشدة الإصابة إلا أن الأمر يحتاج إلى دراسة وبحث عن الصنف المقاوم بصورة أدق وأعمق.
حيث أنه من المعروف أن صفة القابلية للإصابة في صنف معين ترجع إلى وجود المواد التي يتطلبها الفطر المسبب بالكمية والنوعية التي تناسبه وهذا بالطبع يرجع إلى وجود تراكيب وراثية أو مايعرف بالجينات المسؤولة عن ذلك في النبات العائل والذي يعرف بنظرية الجين للجين وفي نفس الوقت خلو النبات من العوامل والمؤثرات التي تعاكس أو تقلل من درجة التطفل القائم بين الفطر وعائله.

### الفطر المسبب كطفيل
لم يعرف لهذا الفطر كما أشرنا إلا طوره اللاجنسي الكونيدي المترمم والقادر على التطفل بدرجة عالية. إذن فهو يعيش معيشة رمية ساكنة خلال التربة الزراعية المتواجدة فيها شجرة الزيتون وعلى الأوراق التي تساقطت ومعيشة طفيلية نشطة على الأشجار خلال الأوراق والأغصان العضة الحية وأحياناً على الأزهار والثمار، وعلى ذلك فإن حالة التطفل تنجم بعد سقوط جراثيم الفطر الكونيدية الناضجة على أسطح أجزاء النبات المهيئة بالرطوبة وتكوين عضو التصاق وهيفا العدوى ودخولها أنسجة النبات تحت تأثير درجات حرارة التي تقع مابين 10-20 م° المناسبة لإنبات هذه الجراثيم والتي يتكشف عنها مع تقدم الإصابة ميسليوم وتزداد حالة التطفل استقراراً كلما كانت كل الظروف والعوامل المحيطة وداخل النبات أكثر مناسبة للفطر ونموه والعكس صحيح.
على أنه من الواضح أن سلوك الفطر داخل أنسجة النبات تحت ظروف الحقل ومحاولة عزله على بيئات صناعية وتركيبية تلقي بعض الضوء على مدى نزعة الفطر نحو التطفل.

### الظروف والعوامل المحرضة على حدوث المرض
إن الفطر المسبب ومقدرته على إحداث الإصابة واتساع رقعة انتشارها تزداد بالإضافة إلى ماسبق بتوفر مايلي:

#### توفر العوامل المناخية
من المعروف أن نمو الفطر يتواصل في مجال حراري واسع يتراوح من 10-30 م°، وتعتبر درجة الحرارة وثباتها واستقرارها والتي تقع مابين 12-15 م° هي الدرجة المثلى لإنبات الجراثيم ونمو الفطر. كما أن الأجواء الدافئة الرطبة تساعد وتسرع من عملية تكوين الجراثيم وإنضاجها وظهور أعراض الإصابة. وبذلك تعتبر أشهر الخريف والشتاء عادة من أنسب الأوقات لحدوث الإصابة حيث تتوفر درجات الحرارة والرطوبة المناسبتين لتحريض الجراثيم على إحداث العدوى والتي تكون الرطوبة فيها ناشئة عن سقوط الأمطار أو تشكل الندى أو الضباب. كما أن الأمطار المصحوبة برياح قوية تعمل على نقل وتوزيع وانتشار الجراثيم من موقع لآخر ومن شجرة لأخرى وعلى أجزاء الشجرة الواحدة.
إلا أن الفطر يدخل في حالة السكون عندما ترتفع درجة الحرارة عن 30 م° وتنخفض دون 10 م° وهذا يعني أن فترة نشاط الفطر تتعاظم خلال أشهر الخريف وتسكن خلال الشتاء البارد وتتواصل خلال أشهر الربيع وتبعاً للظروف المناخية المتقلبة خلال أشهر الصيف.

#### دور الخدمات الزراعية
من المؤكد أن غياب الخدمات الزراعية المطلوبة من فلاحات وتسميد وتقليم ومكافحة الأعشاب يعني خلق أشجار تكون مقدرتها على احتمال الإصابة بالمرض متدنية هذا من جهة ومن جهة أخرى فإن عدم تنفيذ مثل هذه الخدمات من شأنه تهيئة الظروف وتوفير مصادر العدوى الأولية لحدوث الإصابة وتعاظمها وتوسيع رقعة انتشار المرض واستقراره.

#### العوامل الطبوغرافية المتواجدة فيها شجرة الزيتون
لقد تأكد من خلال الرصد المستمر لتتبع نشاط وظهور المرض أن الوديان وسفوح الجبال المتواجدة فيها أشجار الزيتون والكثيفة في زراعتها هي أشد المواقع التي يظهر فيها المرض ومما زاد في ذلك توفر مساحات كبيرة تنتشر فيها الأصناف ذات القابلية للإصابة بشدة بأعداد عالية وفي مساحات متصلة، ومن المظاهر التي تدل على أن الرطوبة الجوية متوفرة بنسبة عالية في تلك المواقع خلال أشهر السنة والتي تتناسب واحتياجات الفطر هو نمو الأشنات بغزارة على جذوع وفروع أشجار الزيتون في مواقع انتشار المرض.

## أعراض الإصابة في الحقل
بدخول هيفا العدوى الناجمة عن الجراثيم الكونيدية سطوح أجزاء النبات تتأكد الإصابة إلا أن مايمكن مشاهدته بالعين المجردة في الحقل عبارة عن تطورات الإصابة وانتهاء فترة حضانتها تحت أديم النبات والتي تتراوح مابين أسبوعين إلى ثلاثة أسابيع وقد تمتد إلى أكثر من ثلاثة أشهر وذلك تبعاً للظروف والعوامل البيئية السائدة.
ففي البداية وعلى السطح العلوي للأوراق تظهر مواقع داكنة اللون غير محددة الحواف عادة خلال شهر آذار ونيسان ، والتي تتميز خلال أيام عن بقية لون الورقة العادي وبسرعة كلما كانت الظروف أكثر ملاءمة إلى بقع مستديرة داكنة الحواف ذات لون رمادي أو بني عادة أو زيتوني مخضر في حين يبهت لون نسيج الورق في مراكز البقع ويكون حجم هذا البقع صغير وتتراوح أقطارها من 3-5 مم وفي حالات أخرى تتسع تدريجياً لتصل أقطارها من 10-20مم وذلك تبعاً للظروف المصاحبة لحدوث الإصابة وتكشفها.
ويستمر بهتان لون نسيج الورقة تدريجياً في مراكز البقع فيصبح أصفر اللون، في حين تدكن الحواف المحيطة بوضوح أكثر، ويزداد لون نسيج الورقة اصفراراً خارج هذه الحواف حتى يشمل كامل نصل الورقة، وقد تبقى بعض هذه الأوراق على الأشجار والتي يمكن مشاهدة أعراض المرض عليها عن بعد خلال أشهر الصيف.
كما تظهر الأوراق المتساقطة تحت الأشجار مظاهر البقع بوضوح حتى بعد جفافها، وفي الإصابات الشديدة الناجمة عن جراثيم متوفرة بأعداد كبيرة تحت ظروف الحقل فإن نصيب الأوراق منها يكون عالياً مما ينجم عنه ظهور العديد من البقع على الورقة الواحدة تصل إلى عشرين بقعة أكثر فتتداخل مع بعضها وتتبرقش الأوراق.
كما تصاب أعناق الأوراق والأنسجة القريبة منها فتضمر وتجف مؤدية إلى تساقط الأوراق بسرعة، ومن المشاهدات الحقلية التي سجلت في مواقع تميزت بالإصابة الشديدة. عودة ظهور أعراض الإصابة على الأوراق قبل نضجها مما يؤكد تعرضها للإصابة خلال أشهر الربيع أو الصيف. كما يظهر على البقع المتكشفة خلال شهر آذار ونيسان نمو فطري كثيف لونه رمادي مسود يحتوي على الجراثيم بكميات كبيرة حيث تميزت تلك الفترة بجو دافئ رطب ملبد بالغيوم تخلله نزول أمطار خفيفة في بعض الأحيان.
يهاجم الفطر العناقيد الزهرية فتذبل وتتساقط ويكون سقوطها فجائياً في حال الفقد الشديد للأوراق الناجم عن الإصابة ، أما الثمار فنادراً ما تصاب وتجدر الإشارة إلى أن الفطر Cercos para clados poriodes يمكنه أن يحدث أعراضاً مشابهة لاتختلف كثيراً عن أعراض الإصابة بمرض تبقع عين الطاووس وبنفس الأضرار كما حدث في تونس.

## البرنامج المتكامل لمكافحة المرض
من الأهمية بمكان أن يعي المهندس الزراعي والمزارع بأن أسس نجاح مكافحة المرض بالطرق المتكاملة تعتمد على تفاعل العوامل الحية وغير الحية في البيئة المتواجد فيها مسبب المرض. إذ أن مفهوم طرق المكافحة المتكاملة تعتمد على جعل الحياة صعبة بالنسبة للفطر بحيث لايتمكن من بلوغ مستوى الآفة الاقتصادية لذلك يجب أن يستفاد من جميع العوامل والمؤثرات المختلفة التي تضاد نمو وتكاثر وانتشار المسبب وتنسيقها بحيث تعمل بشكل متجانس تكون النتيجة في النهاية لصالح شجرة الزيتون في النمو والإثمار.
ويجب في هذا المجال اتباع مايلي:

### تنفيذ علميات الخدمة الزراعية المستمرة والتي تهدف إلى التأثير على نمو الفطر وتكاثره وتقوية طبيعة نمو الأشجار
1. الفلاحات : ونقترح تنفيذ الفلاحة الخريفية مباشرة بعد القطاف والربيعية قبل تفتح الأزهار والتي تعمل على طمر الأوراق المصابة والمتساقطة تحت الأشجار لإضعاف حيوية الفطر وقتله والحد من انتقاله بالإضافة إلى تأمين تحزين مياه الأمطار الشتوية اللازمة لأشهر الصيف وإضعاف نمو الأعشاب التي تنافس الأشجار على الماء والغذاء.
2. التقليم : ويتضمن إزالة الفروع المصابة والميتة وتقليل كثافة النمو مما يسهل دخول الهواء وتقليل الرطوبة خلال الأشجار وزيادة تعرضها لأشعة الشمس الأمر الذي يضعف من فرص حدوث الإصابة وتطورها على هذه الأشجار على أن يراعى إلى جانب ذلك إجراء عملية تخفيف للأغصان التي لايتجاوز قطرها 2 سم. وإزالة السرطانات المتكونة عند الجذع والتاج وتقصير الأغصان عند مستوى طرد قوي والتي تشمل الأغصان المتدلية والأفقية وفي حالات الإصابة الشديدة خلال بساتين ظهرت على أشجارها الضعف العام فإنه ينصح بتنفيذ عملية التقليم الجائر ليشمل بعض الفروع الرئيسية وماعليها بهدف إعادة تشكيل هيكل نمو الأشجار وتقليل تواجد الفطر عليها وفي كل الحالات يجب جمع الأوراق المتساقطة ومخلفات التقليم وطمرها أو حرقها على الفور وقبل بدء نشاط الفطر لتكوين الجراثيم.
3. التسميد المتوازن : ويهدف إلى تقوية نمو الأشجار ورفع درجة تحملها للإصابة لتعويض النموات والأوراق التي فقدت، ويتم ذلك باستخدام الأسمدة البلدية المتخمرة في حال توفرها بمعدل 60 كغ للشجرة البالغة كل 2-3 أعوام أو إضافة الأسمدة الكيماوية بالمواعيد والمعدلات التالية:
  1. إضافة سماد اليوريا 46% مع الفلاحة الخريفية لطمرها وحتى شهر كانون الثاني وفي حال استخدام الكالنترو أو نترات الأمونيوم فيمكن إضافته في النصف الأول من شباط وحتى نهايته وقبل هطول الأمطار.
  2. أما الأسمدة الفوسفورية والبوتاسية فتوزع في حلقات على 2-2.5 متر من جذع الشجرة وعلى عمق 20 سم مع تأمين طمرها ويتم حتماً في الخريف وقبل بدء موسم الأمطار نظراً لذوبانها ببطء.
  3. وفي الظروف البيئية التي ينتشر فيها المرض وخاصة بالمنطقة الساحلية والتي تتميز بمعدلات مطرية عالية، فإن الصيغة العملية التالية توضح كميات الأسمدة الواجب إضافتها عن كل سنة من عمر الأشجار كما يلي:

كالنترو يوريا سوبر فوسفات ثلاثي سلفات البوتاس 50% 100غ 60 غ 50غ 50غ
1. مكافحة الأعشاب : ويتم ذلك بالطرق الكيماوية أو بعمليات الخدمة الزراعية والذي من شأنه أيضاً تقليل الرطوبة النسبية المحيطة بالأشجار وبالتالي تقليل فرص حدوث الإصابة ونمو تكاثر الفطر بالإضافة إلى إلغاء أو تقليل منافسة الأعشاب لأشجار الزيتون على الغذاء والماء ومن المبيدات المقترحة باراكوات، ويكفي إجراء رشتين متتاليتين بين الرشة الأولى والثانية فترة 3-4 أسابيع وبمعدل 2 ليتر من المبيد لكل هكتار مذابة في 400 لتر ماء في كل رشة وعندما تكون الأعشاب بارتفاع 10-15 سم مع الأخذ بعين الاعتبار الرش خلال الأيام الصحوة الخالية من الأمطار والرياح.

### مكافحة المرض بالمبيدات الفطرية ويتضمن برنامج المكافحة إجراء الرشات في المواعيد التالية
1. رشة أولية في الخريف وتفضل بعد القطاف وقبل سقوط الأمطار بفترة كافية تسمح لإعطاء المبيد أثره الفعال.
2. رشة أو رشتين خلال شهر آذار ونيسان وخلال الأيام الصحوة الخالية من الرياح والأمطار.

على أنه يفضل إجراء رشة إضافية خلال أشهر الصيف وفي المواقع التي يتركز فيها المرض، كل ذلك مع مراعاة مايلي:
1. 1. تحقيق التغطية الكاملة والشاملة بمحلول المبيد لجميع أجزاء الشجرة بما فيها الأوراق المتساقطة تحت الأشجار وبعد التقليم مباشرة.
  2. -عدم الرش خلال الأيام الماطرة والشديدة الرياح.
  3. إعادة الرش في حال سقوط الأمطار المفاجئة بعد الرش مباشرة وفي هذه الحالة يفضل استخدام المبيدات الفطرية الجهازية أو المبيدات التي لاتتأثر درجة ثباتها على النبات أو عدم إزالتها بفعل الأمطار.
  4. -التركيز على تنفيذ عمليات الرش الوقائي وقبل حدوث الإصابة وفي حال حدوث الإصابة إجراء الرش عند بدء نشاط الفطر وقبل تكون الجراثيم كلما أمكن ذلك.
  5. يوقف الرش عندما تنخفض درجات الحرارة عن 10 م° وإذا ارتفعت عن 30 م° وبقاؤها على هذه الحالة.
  6. ضرورة تقييم نتائج الرش لمواقع ثابتة قبل وبعد الرش على طول مدار أشهر السنة وتدوين هذه النتائج في سجلات خاصة للاستفادة منها في تقرير أمر متابعة الرش وتطويره.

بعض المبيدات الفطرية المقترحة في مكافحة المرض والمتوفرة:
1- أوكسي كلورور النحاس 80-85% وهو مبيد فطري غير عضوي، وقائي، غير جهازي, ويستخدم بمعدل 200-400 غرام / 100 لتر ماء.
2- تراي ملتوكس فورت وهو مبيد فطري غير جهازي ، وقائي ويتكون من 20% مانكوزيب + 21.5 % أملاح النحاس (سلفات+ أوكسي كلوريد+ كربونات النحاس) + 6% مركبات حديد. ويستخدم بمعدل 200-500 غرام /100 لتر ماء.
3- زينيب (دونازين 80%) وهو مبيد فطري وقائي ، غير جهازي ويستخدم بمعجل 100-200 غرام/100 لتر ماء.
4- كارنبدازيم (بافستين 50% ديروزال 60%، دلسين وهو مبيد فطري جهازي وقائي وعلاجي ويستخدم بمعدل 100-200 غرام/100 لتر ماء.
5- دودين (دو جوادين) 65% وهو مبيد فطري ، وقائي وعلاجي غير جهازي ويستخدم بمعدل 100 غرام/100 لتر ماء.

### البحث عن الأصناف المقاومة للإصابة
واعتمادها في برامج إنتاج الغراس بدلاً من الأصناف التي تبدي قابلية للإصابة وبدرجة كبيرة مع الأخذ بعين الاعتبار مواصفات الصنف الإنتاجية في الكم والجودة كلما أمكن ذلك.

### تطعيم أشجار الأصناف الشديدة الإصابة
بقصد استبدالها بأطاعيم أشجار الأصناف المقاومة.